# Autorretrato con sombrero
Autorretrato con sombrero es una pintura de Paul Gauguin, realizada a raíz de su viaje a Tahití en 1892 aunque el autor se muestra en su estudio de París. La obra se encuentra en el Museo de Orsay de París. Aparece en el catálogo de Wildenstein con el número 506.

## Descripción
En primer plano, aparece el artista, vestido de negro y con sombrero, representado hasta el pecho. Seguramente está sentado con los hombros hacia su derecha, la cabeza vuelta hacia su izquierda, de tres cuartos. Parece buscar la posición del espectador para revelar el contraste entre los hombros y la cabeza. El cuerpo se dirige hacia la derecha simbolizando el tiempo futuro, mientras que su rostro parece mirar a su pasado, aquí representado por objetos traídos de Tahití (la pintura Manao tupapau).
El fondo aparece verde claro, con una línea sólida de luz amarilla que separa la tabla en dos. A la izquierda del pintor, se encuentra el pasado marcado por los acontecimientos y los objetos. A su derecha hay un espacio (triángulo verde) intocable porque no puede predecir los eventos futuros en su vida. Este haz dibuja una línea entre el pasado, el presente y el futuro.
A su izquierda se ve un rectángulo azul con adornos florales amarillos pues cubre una mesa, se trata de un pareo.
En un tercer nivel se encuentra Manao tupapau: la pintura emblemática es el retrato de su amante en Tahití.